# 26 mai 2011
Le jeudi 26 mai 2011 est le 146e jour de l'année 2011.

## Décès
- Didar Fawzy-Rossano (née le 20 août 1920), révolutionnaire égyptienne
- Harold Lewis (né le 1er octobre 1923), physicien américain
- Louis Stien (né le 25 janvier 1923), officier français
- Luiz-Manuel (né le 15 décembre 1935), écrivain, poète, traducteur suisse
- Pierre-Alain Mesplède (né le 12 octobre 1943), écrivain français

## Événements
- Publication du roman Carte blanche
- Sortie de la chanson Champagne Showers du duo synthpop américain LMFAO
- Fin de la série télévisée Dostoïevski
- Sortie du jeu vidéo Frozen Synapse
- Sortie du film américain Hanna
- Sortie du film germano-chinois I Phone You
- Publication du livre Le Destin de l'épouvanteur
- Sortie du jeu vidéo Pandora's Tower
- Début du Sommet du G8 2011
- Sortie du film américain Very Bad Trip 2
- Sortie du jeu vidéo Warriors: Legends of Troy
- Sortie du film documentaire Waste Land